# Hathras
Hathras là một thành phố và là nơi đặt ban đô thị (municipal board) của quận Hathras thuộc bang Uttar Pradesh, Ấn Độ.

## Địa lý
Hathras có vị trí 27°36′B 78°03′Đ / 27,6°B 78,05°Đ Nó có độ cao trung bình là 185 mét (606 feet).

## Nhân khẩu
Theo điều tra dân số năm 2001 của Ấn Độ, Hathras có dân số 123.243 người. Phái nam chiếm 53% tổng số dân và phái nữ chiếm 47%. Hathras có tỷ lệ 60% biết đọc biết viết, cao hơn tỷ lệ trung bình toàn quốc là 59,5%: tỷ lệ cho phái nam là 66%, và tỷ lệ cho phái nữ là 53%. Tại Hathras, 14% dân số nhỏ hơn 6 tuổi.